# Стешенко, Александр Иванович
Стешенко Александр Иванович (7 марта 1889, Верхнеднепровск, Екатеринославская губерния — 24 марта 1966, Кривой Рог, Днепропетровская область) — советский учёный в области горного дела, горный инженер. Кандидат технических наук (1937), профессор (1936). Генеральный горный директор 3-го ранга (1948).

## Биография
Родился 7 марта 1889 года в Верхнеднепровске в семье писаря Верхнеднепровской уездной земской управы.
В 1910 году окончил Екатеринославское реальное училище. В 1913 году получил должность десятника на руднике Колачевского (Кривбасс). В 1915 году окончил Екатеринославский горный институт получив звание горного инженера. В 1915—1917 годах работал горным инспектором на руднике «Ветка» в Юзовке.
В 1921 году вернулся в Верхнеднепровск, где от тифа умер отец. До 1923 года преподавал математику в школе и на педагогических курсах в Верхнеднепровске. В 1924 году вернулся в Кривой Рог, где начал работать на административных должностях в Криворожском горном округе.
В 1930—1936 годах — заведующий кафедрой разработки рудных месторождений в Криворожском горнорудном институте.
В 1936—1938 годах — в Орджоникидзевском горно-металлургическом институте.
В 1938—1941 годах — заведующий кафедрой разработки рудных месторождений, декан, заместитель директора в Криворожском горнорудном институте.
С началом Великой Отечественной войны был эвакуирован. В 1941—1944 годах — заведующий кафедрой Иркутского горно-металлургического института. В 1944—1951 годах — заведующий кафедрой, декан, заместитель директора Орджоникидзевского горно-металлургического института.
С 1951 года — заведующий кафедрой безопасности и вентиляции в Криворожском горнорудном институте. Депутат Криворожского городского совета.
Умер 24 марта 1966 года в Кривом Роге.

## Научная деятельность
Специалист в области технологии добычи руд и охраны труда в горном деле. Один из основоположников аналитических исследований в горном деле.
Один из первых профессоров Криворожского горнорудного института — наиболее известный учёный в области горного дела в довоенный период. Внёс весомый вклад в развитие института и его научных школ, разрабатывал учебные курсы по добыче руды подземным способом.

### Научные труды
- Разработка железных руд в Криворожье, 1929;
- Системы разработки рудных месторождений, 1929;
- Висадні роботи, 1933;
- Стоимость потери руды при добыче / Библиотека СКГМИ, 1950;
- Вариант системы разработки для наклонных и пологих месторождений: сборник научных работ / Библиотека СКГМИ, 1951.

## Награды
- орден Ленина.